# درگیری ۲۰۰۰–۲۰۰۶ کشتزارهای شبعا

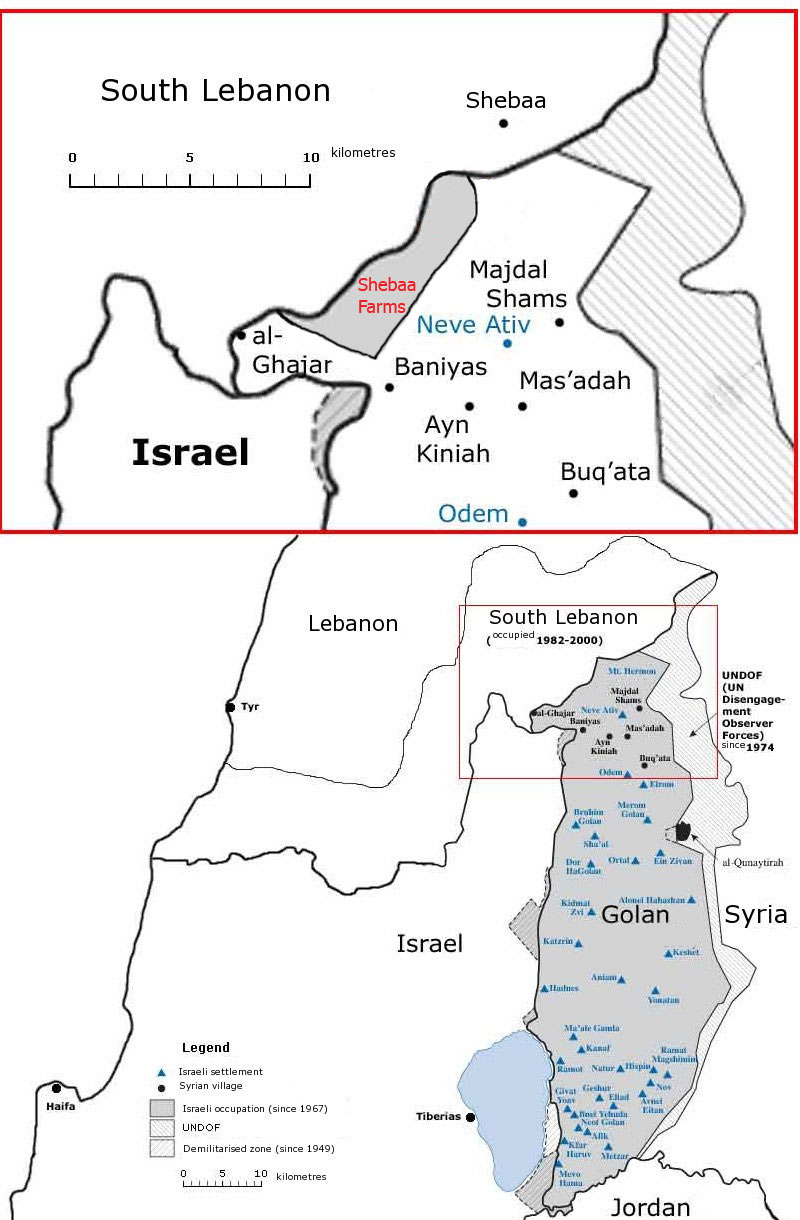
نقشه کشتزارهای شبعا

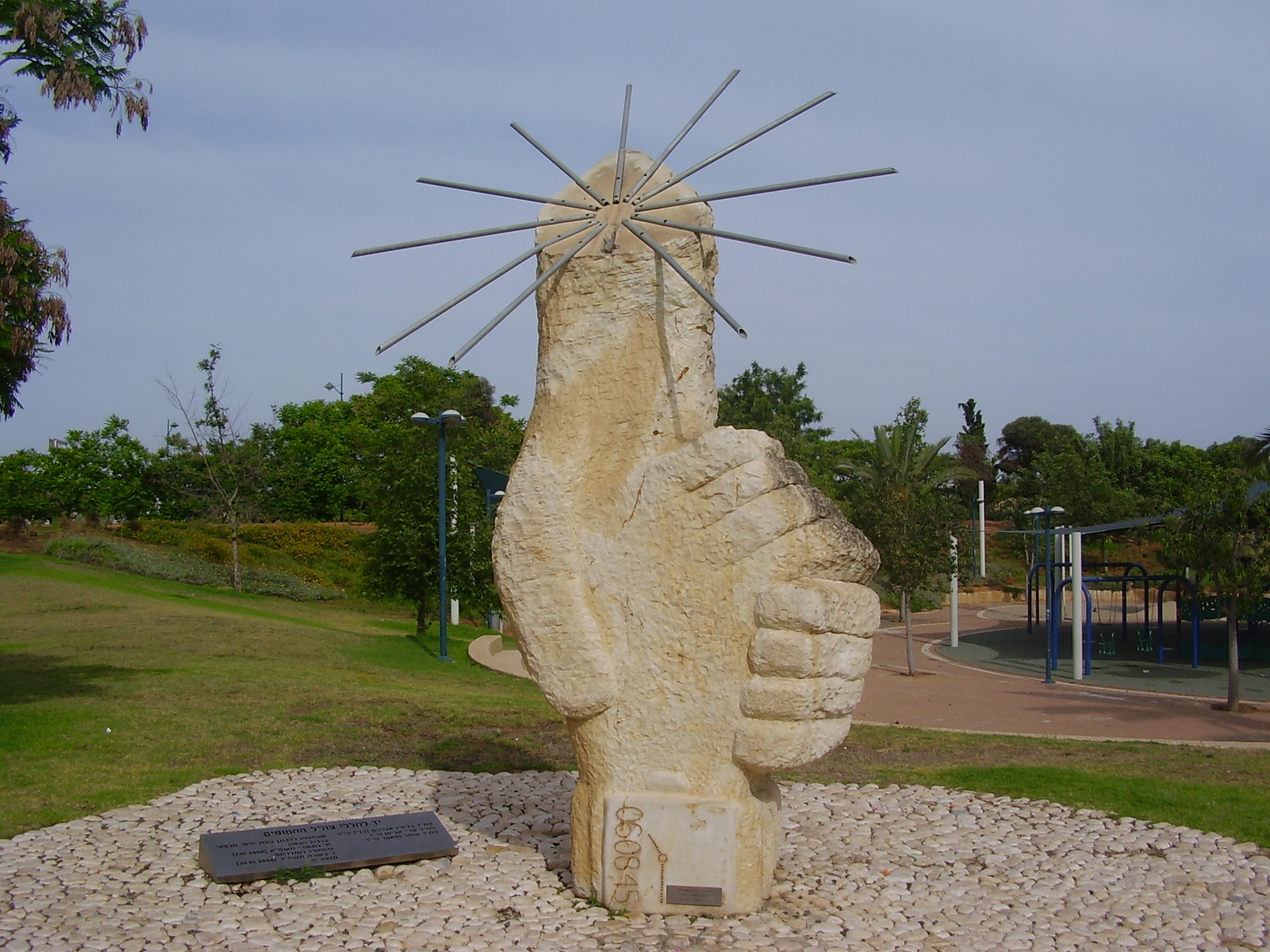
تندیس یادبود ۳ سرباز ارتش اسرائیل در پتاه تیکوا که در اکتبر ۲۰۰۰ توسط حزب‌الله کشته و ربوده شدند.

درگیری ۲۰۰۰–۲۰۰۶ کشتزارهای شبعا یک درگیری مرزی سطح پایین بین اسرائیل و حزب‌الله برای کنترل کشتزارهای شبعا، منطقه‌ای مورد مناقشه واقع در بلندی‌های جولان–مرز لبنان بود. نبرد بین دو طرف عمدتاً شامل حملات راکتی و خمپاره‌ای حزب‌الله به اسرائیل و گلوله‌های توپخانه‌ای اسرائیل و حملات هوایی به حزب‌الله در جنوب لبنان بود. این درگیری‌ها چند ماه پس از عقب‌نشینی اسرائیل از لبنان در سال ۲۰۰۰ آغاز شد. حزب‌الله عقب‌نشینی اسرائیل را به دلیل حضور نیروهای دفاعی اسرائیل در کشتزارهای شبعا، ناقص تلقی می‌کرد. این درگیری با وقوع جنگ ۲۰۰۶ لبنان به اوج خود رسید. اسرائیل همچنان کنترل این سرزمین را در دست دارد.

## خط زمانی حمله‌ها

### ۲۰۰۰
- ۷ اکتبر – حزب‌الله یک حملهٔ برون‌مرزی را آغاز کرد. سه سرباز ارتش اسرائیل کشته و اجساد آنها اسیر شدند. در پی آن پنج نفر بر اثر شلیک توپخانهٔ اسرائیل مجروح شدند.
- ۲۶ نوامبر – هنگامی که یک نیروی ارتش اسرائیل در حال انجام مأموریت باز کردن جاده بود، یک بمب کنارجاده‌ای منفجر شد. یک سرباز کشته و دو سرباز زخمی شدند.

### ۲۰۰۱
- ۳۱ ژانویه – شش بمب خمپاره‌ای به یک پایگاه اسرائیلی در نزدیکی مرز لبنان شلیک شد که تلفات جانی به دنبال نداشت.
- ۱۶ فوریه – آتش ضد تانک به کاروان ارتش اسرائیل اصابت کرد. یک سرباز کشته و سه سرباز زخمی شدند. اسرائیل با حملات هوایی به اهدافی در جنوب لبنان پاسخ داد.
- ۱۴ آوریل – یک موشک ضد تانک به یک تانک ارتش اسرائیل برخورد کرد و یک سرباز کشته شد. در پاسخ، هواپیماهای اسرائیلی یک ایستگاه راداری سوریه را در لبنان بمباران کردند که در نتیجهٔ آن یک سرباز سوری کشته و چهار نفر دیگر زخمی شدند.[۱]
- ۲۹ ژوئن – جنگنده‌های حزب‌الله، موشک‌های ضد تانک و خمپاره‌هایی را به مواضع ارتش اسرائیل شلیک کردند و دو سرباز زخمی شدند.
- ۱ ژوئیه – هواپیماهای جنگی نیروی هوایی ارتش اسرائیل یک ایستگاه راداری سوریه را در لبنان بمباران کردند و سه سرباز سوری و یک سرباز لبنانی زخمی شدند. حزب‌الله با گلوله‌باران مواضع اسرائیل در شمال پاسخ داد. سپس هلیکوپترهای نیروی هوایی ارتش به مواضع حزب‌الله حمله کردند.[۲]

### ۲۰۰۲
- ۱۲ مارس – در تیراندازی‌های حزب‌الله شش غیرنظامی اسرائیلی، از جمله یک افسر ارتش اسرائیل که خارج از وظیفه بود، کشته شدند.[۳]
- ۲۹ اوت – یک سرباز ارتش اسرائیل در اثر شلیک موشک کشته و دو سرباز زخمی شدند.
- دسامبر – هواپیماهای اسرائیلی حملات هوایی متعددی را در سراسر لبنان انجام دادند. آن‌ها علاوه بر هدف قرار دادن جاده‌ها، پل‌ها و انبارهای مهمات، چندین ایستگاه برق و ترانسفورماتور برق را در سراسر لبنان بمباران کردند و بخش‌های وسیعی از بیروت و حومهٔ آن، مناطق مسکونی در منطقه شوف، بعلبک و بنت جبیل در خاموشی فرورفتند. در همین حال، شلیک راکت حزب‌الله به کریات‌شمونا منجر به کشته شدن دو غیرنظامی اسرائیلی شد.[۴]

### ۲۰۰۳
- ۷ مه – حزب‌الله با راکت، خمپاره و سلاح‌های سبک به مواضع ارتش اسرائیل در کشتزارهای شبعا حمله کرد و یک سرباز را کشت و پنج نفر را زخمی کرد.
- ۲۰ ژوئیه – تک‌تیراندازان حزب‌الله دو سرباز ارتش اسرائیل را در یک پاسگاه مرزی کشتند. ارتش اسرائیل با شلیک تانک به مواضع حزب‌الله تلافی کرد و یک رزمندهٔ حزب‌الله را کشت. نیروی هوایی ارتش اسرائیل پروازهای متعددی را بر فراز لبنان انجام داد که دو مورد از آن‌ها انفجارهای صوتی قدرتمندی را بر فراز بیروت ایجاد کردند.
- ۲۲ ژوئیه – دو غیرنظامی اسرائیلی در شلومی بر اثر شلیک گلوله‌های ضدهوایی حزب‌الله به هواپیماهای جنگی نیروی هوایی ارتش بر فراز جنوب لبنان زخمی شدند.
- ۲ اوت – علی حسین صالح، یکی از اعضای حزب‌الله، با یک خودروی بمب‌گذاری‌شده در بیروت ترور شد. ادعا می‌شود که این اقدام از سوی اسرائیل انجام گرفته است.[۵]
- ۳ اوت – شبه‌نظامیان حزب‌الله راکت‌های و خمپاره‌هایی را به سه مورد از مواضع نظامی اسرائیل در کشتزارهای شبعا شلیک کردند. اسرائیل با حملات هوایی پاسخ کرد.
- ۱۰ اوت – یک نوجوان اسرائیلی بر اثر اصابت ترکش گلولهٔ ضدهوایی حزب‌الله به شمال اسرائیل کشته و چهار غیرنظامی زخمی شدند.
- ۶ اکتبر – یک سرباز ارتش اسرائیل بر اثر شلیک گلولهٔ حزب‌الله کشته شد. موشک‌ها و راکت‌های ضدتانک حزب‌الله نیز به سمت پایگاه ارتش اسرائیل در منطقه ریچس رمیم شلیک شدند.

### ۲۰۰۴
- ۱۹ ژانویه – پس از اصابت موشک ضدتانک حزب‌الله به بولدوزر زرهی ارتش اسرائیل که برای پاکسازی مواد منفجره وارد لبنان شده بود، یک سرباز اسرائیلی کشته و یک سرباز دیگر به شدت مجروح شد.
- ۲۰ ژانویه – اسرائیل دو پایگاه حزب‌الله را در درهٔ بقاع بمباران کرد که میزان تلفات آن مشخص نیست.[۶]
- ۷ مه – آتشبار حزب‌الله یک سرباز اسرائیلی را کشت و دو تن دیگر را به شدت مجروح کرد. پس از آن، اسرائیل و حزب‌الله یکدیگر را در آن سوی مرز گلوله‌باران کردند.[۷]
- ۱۹ ژوئیه – غالب عوالی، یکی از مقامات حزب‌الله، با یک خودروی بمب‌گذاری‌شده ترور شد. گفته می‌شود این اقدام از سوی عوامل اسرائیلی انجام گرفته است.
- ۲۰ ژوئیه – شلیک تک‌تیرانداز حزب‌الله دو سرباز ارتش اسرائیل را در یک پاسگاه مرزی کشت. در اقدامی تلافی‌جویانه، بالگردهای اسرائیلی مواضع حزب‌الله را با موشک هدف قرار دادند و یک تانک اسرائیلی نیز به سمت پاسگاه حزب‌الله در نزدیکی عیتا الشعب شلیک کرد و یک رزمندهٔ حزب‌الله را کشت. رزمندگان حزب‌الله در مرز به آتش پاسخ دادند و متعاقباً مورد حملهٔ بالگردهای اسرائیل قرار گرفتند.[۸]

### ۲۰۰۵
- ۹ ژانویه – یک بمب کنارجاده‌ای در شمال اسرائیل یک سرباز را کشت. اسرائیل با آتش توپخانه پاسخ داد که طی آن یک افسر فرانسوی که در یونیفل خدمت می‌کرد کشته شد و یک افسر سوئدی و یک غیرنظامی لبنانی زخمی شدند.[۹][۱۰]
- ۷ آوریل – دو عرب اسرائیلی اهل غجر توسط حزب‌الله ربوده شدند و به مدت چهار روز در بازداشت، بازجویی و سپس آزاد شدند.
- ژوئن – یک یگان چترباز اسرائیلی سه جنگجوی حزب‌الله را که قصد نفوذ داشتند شناسایی کردند و تیراندازی کردند که یک نفر در این درگیری کشته شد.
- ۲۹ ژوئن – پس از کشته شدن یک سرباز اسرائیلی و زخمی شدن چهار نفر بر اثر شلیک خمپاره از سوی حزب‌الله، هواپیماهای جنگی و توپخانهٔ اسرائیل حملاتی را علیه حزب‌الله در جنوب لبنان آغاز کردند.[۱۱]
- ۳۰ ژوئن – چریک‌های حزب‌الله به نیروهای اسرائیلی در کشتزارهای شبعا حمله کردند و شش سرباز را زخمی کردند. اسرائیل با حملهٔ هوایی پاسخ داد که در آن یک جنگجوی حزب‌الله کشته شد.[۱۲]
- ۲۱ نوامبر – پنج چریک حزب‌الله با استفاده از موتورسیکلت و خودروهای همه‌جارو به بلندی‌های جولان تحت اشغال اسرائیل رفتند و به یک پاسگاه در غجر، که محل اقامت یک واحد چترباز ارتش اسرائیل بود حمله کردند. هر پنج مهاجم توسط یک تک تیرانداز از واحد چترباز کشته شدند. در پاسخ، هواپیماهای جنگی اسرائیل به اهداف حزب‌الله در جنوب لبنان حمله کردند. حزب‌الله در پاسخ و با شلیک خمپاره و راکت به پایگاه‌ها و روستاهای اسرائیلی، ۹ سرباز و دو غیرنظامی را زخمی کرد.[۱۳][۱۴]
- ۲۸ دسامبر – پس از شلیک موشک از لبنان به شمال اسرائیل، هواپیماهای جنگی اسرائیل یک پایگاه چریک‌ها را در جنوب بیروت بمباران کردند.

### ۲۰۰۶
- ۲۷ مه – طی آنچه به‌عنوان شدیدترین درگیری از زمان عقب‌نشینی نیروهای اسرائیلی در سال ۲۰۰۰ توصیف شده است، حزب‌الله موشک‌هایی به شمال اسرائیل شلیک کرد و یک سرباز را زخمی کرد. اسرائیل با حملات هوایی پاسخ داد و دو جنگجوی حزب‌الله را کشت. حملهٔ حزب‌الله ممکن است با هدف انتقام کشته شدن محمود المجذوب بوده باشد.[۱۵]
- ۱۲ ژوئیه – حمله فرامرزی ۲۰۰۶ حزب‌الله پایان درگیری ۲۰۰۰–۲۰۰۶ کشتزارهای شبعا و سرآغاز جنگ ۲۰۰۶ لبنان بود.

## پیامدها
ولید جنبلاط، سیاستمدار دروزی لبنانی و رهبر حزب سوسیالیست ترقی‌خواه، اظهار داشت که لبنان هیچ ادعایی نسبت به کشتزارهای شبعا ندارد. نخست‌وزیر و رئیس‌جمهور لبنان اعلام کردند که لبنان مدعی مالکیت این منطقه است.
پس از جنگ اسرائیل علیه حزب‌الله در سال ۲۰۰۶، قطعنامهٔ ۱۷۰۱ شورای امنیت سازمان ملل خواستار «تعیین مرزهای بین‌المللی لبنان، به ویژه در مناطقی که مرز مورد مناقشه یا نامشخص است، از جمله در منطقه کشتزارهای شبعا» شد.
در ۲۸ اوت ۲۰۰۶، مبارزان حزب‌الله از مواضع نزدیک منطقه کشتزارهای شبعا عقب‌نشینی کردند.